# الصویره، عراق
الصویره (به لاتین: Al-Suwaira) یک تقسیمات کشوری در عراق است که در بخش ال-سووایرا واقع شده‌است. الصویره ۷۷٬۲۰۰ نفر جمعیت دارد.